# Władysław Zązel
Władysław Zązel (ur. 25 czerwca 1942 w Dębnie Podhalańskim) – polski prezbiter katolicki, prałat, kanonik, kapelan Związku Podhalan, członek Zespołu Apostolstwa Trzeźwości przy Konferencji Episkopatu Polski i diecezjalny duszpasterz trzeźwości w diecezji bielsko-żywieckiej.

## Życiorys
Urodził się w rodzinie Wojciecha i Antoniny z domu Bielusiak w Dębnie Podhalańskim jako trzeci z sześciorga rodzeństwa. Uczył się w szkole podstawowej w Dębnie i Harklowej. W tym czasie uczył się też tańca góralskiego pod okiem Ludwiki Wilczek z Gronkowa. Następnie uczył się w Liceum Ogólnokształcącym im. Seweryna Goszczyńskiego w Nowym Targu. Następnie studiował w Seminarium Duchownym w Krakowie. Kultywował gwarę i tradycje gór, Skalnego Podhala i górali. Czasem wraz z innymi klerykami z Podhala, urozmaicali spotkania seminaryjne i uroczystości popisami tańca zbójnickiego i dyskusjami po góralsku.
20 marca 1967 w Białce Tatrzańskiej otrzymał z rąk abpa Karola Wojtyły święcenia kapłańskie. Pracował jako wikariusz kolejno: w Jordanowie, Zakopanem i Gdowie. W 1976 został skierowany do Kamesznicy na Żywiecczyźnie, gdzie posługiwał jako rektor, a w latach 1982–2017 jako pierwszy proboszcz tej parafii. W 2017 przeszedł na emeryturę. Jest rezydentem w Parafii Najświętszego Serca Pana Jezusa w Nowym Targu.
Podczas pracy w Zakopanem w 1972 ks. Zązel wziął udział w I Konkursie Utworów Gwarowych. Okazał się w tym konkursie bezkonkurencyjny, a skutkiem tego było przyjęcie go do Związku Podhalan. Po dziewięciu latach pracy w Związku podczas XXXIII Zjazdu Związku Podhalan w Ludźmierzu obradującego 13 i 14 czerwca 1981 mianowany został wspólnie z ks. Józefem Tischnerem kapelanem Związku. Współpracował z ks. Tischnerem aż do jego śmierci. Przyczynił się do odrodzenia Związku Podhalan na Żywiecczyźnie, co docenił biskup bielsko-żywiecki Tadeusz Rakoczy nadając w 1994 ks. Zązlowi tytuł Kapelana Oddziału Górali Żywieckich Związku Podhalan.
Ks. Zązel jest propagatorem nurtów trzeźwościowych. Jest inicjatorem i duszpasterzem spotkań Wesela Wesel – Ogólnopolskich Spotkań Małżeństw, które miały i propagują bezalkoholowe przyjęcia weselne. Jest Duszpasterzem Trzeźwości i Kapelanem Klubów Abstynenckich Diecezji Bielsko-Żywieckiej oraz członkiem Zespołu ds. Apostolstwa Trzeźwości Konferencji Episkopatu Polski. Uważany za jednego z czołowych twórców kultury trzeźwości czasów współczesnych.
Jest człowiekiem medialnym. Często występuje w programach radiowych i telewizyjnych. Na antenie Radia Katowice od lat prowadzi popularny cykl Na progu dnia. W 1998 uhonorowany został tytułem Osobowość Podbeskidzia, natomiast w 2009 roku został laureatem Nagrody im. Wojciecha Korfantego.
W 2011 nakładem Księgarni św. Jacka ukazała się książka pod tytułem Zawsze z góralami..., która jest wywiadem Anny Musialik-Chmiel z ks. Władysławem Zązlem.